# Forces Armades del Brasil
Les Forces Armades del Brasil (en portuguès: Forças Armadas Brasileiras) comprenen l'Exèrcit del Brasil, la Marina del Brasil (incloent el Cos de Fusellers Navals i l'aviació naval) i la Força Aèria Brasilera.

## Generalitats
Les Forces Armades del Brasil estan constituïdes oficialment per l'Exèrcit de Brasil, la Marina del Brasil i la Força Aèria de Brasil. La Policia Militar (Policia Militar d'Estat) és una força auxiliar de l'Exèrcit. Les forces armades brasileres són les més grans d'Amèrica Latina. Todas les branques militars formen part del Ministério da Defesa (Ministeri de Defensa).
La Força Aèria de Brasil (FAB) és la branca aèria de les forces armades brasileres. La Força Aérea Brasileira va ser formada quan les divisions aèries de l'Exèrcit i de la Marina van ser foses en una única força militar, inicialment anomenada "Força Aèria Nacional". Ambdues divisions aèries van transferir els seus equips, instal·lacions i personal a la nova força aèria. La FAB és la força aèria més gran d'Amèrica Llatina, amb uns 700 avions en servei, i a data del 8 de juliol de 2005 tenia 66.020 empleats en servei actiu; uns 7.500 civils treballen per a la Força Aérea.
La Marina del Brasil és responsable de les operacions navals i de vigilar les aigües territorials brasileres. És la més antiga de les forces armades brasileres i la marina més gran d'Amèrica Latina, amb un portaavions de 27.307 tones, el NAeL São Paulo (que abans era els FS Foch de la Marina francesa), unes fragates de construcció americana i britànica, algunes corbetes de construcció local, submarins costaners dièsel-elèctrics i molts altres avions de patrulla costanera.
Finalment, l'Exèrcit del Brasil és responsable de les operacions militars des de terra, amb una força uns 190.000 soldats.

## Obligació del servei i recursos humans
El CIA World Factbook informa que l'edat en les forces armades és de 19-45 anys per al servei militar obligatori i que l'obligació del servei dura de 9 a 12 mesos. L'edat per al servei voluntari és de 17-45 anys, i un percentatge creixent de les tropes són professionals voluntaris de "llarg servei". Els recursos humans militars del Brasil, segons els càlculs de 2005, són de 45.586.000 d'homes (amb edat entre els 19-49 anys) i 45.728.000 dones (amb edat entre els 19-49 anys) disponibles per al servei militar, d'aquests 33.119.000 homes (edat entre els 19-49 anys) i 38.079.000 dones d'edat entre els 19-49 anys tenen capacitat de servir a l'exèrcit. Una anàlisi realitzada en el 2005 va indicar que 1.785.000 homes amb edats entre 18-49 anys i 1.731.000 dones amb edats entre 19-49 anys assoleixen anualment l'edat per al servei militar.
Els homes, al Brasil, han de fer un servei militar obligatori una vegada que compleixen els 18 anys i dura 12 mesos si el servei és a l'exèrcit, 24 mesos si és a la força aèria i 36 si és a la marina. Tanmateix, la majoria dels allistats són dispensats sense requerir el servei. Normalment, aquest servei és coordinat perquè es presti en bases militars properes al domicili del recluta. El govern no requereix el servei d'aquells que estiguin planejant seguir una educació superior o que tinguin una feina permanent. Existeixen altres excepcions del servei, incloent raons mèdiques.
A partir de començaments de la dècada de 1980 a les dones se'ls permet entrar a formar part de les forces armades; l'exèrcit brasiler va ser el primer d'Amèrica del Sud que va acceptar dones a les tropes; més concretament, a la Marina i a l'Aviació, al Cos de Reserva de Dones. El 2006, es va llicenciar la primera classe de dones pilot d'aviació.

## Inversions insuficients
L'any 2005, les despeses militars durant van ser 9.940,94 milions de dòlars, aproximadament 1,3% del producte interior brut. Els pagaments per a personal i pensions absorbeixen el 80% del pressupost de defensa, i així les forces armades brasileres tenen limitacions per invertir en manteniment i en nous equips. Entre el 2001 i el 2007 amb prou feines van ser invertits 6.100 milions de dòlars. Per a 2008 s'espera que la inversió serà només d'uns 2.700 milions de dòlars.
Sol 267 (el 37%) dels avions de la Força Aèria estan operatius, la falta de manteniment i de recanvis mantenen fora del servei a la resta dels avions. A més a més, cal destacar que el 60% dels avions tenen més de 20 anys d'antiguitat.
La Marina també afronta dificultats perquè, a més de tenir sol 21 naus de combat de superfície per patrullar més de 7.000 km de costa, tan sols 10 d'aquestes se'n troben operatives, i fins i tot així amb restriccions d'activitat. Dels 5 submarins de la Marina, sol un es troba completament operatiu, uns altres dos operen amb restriccions, i 27 (46%) dels 58 helicòpters de la Marina són fora de servei.
Fins i tot l'Exèrcit afronta desafiaments: el 78% de tots els seus vehicles tenen 34 anys o més, i alguns camions es remunten a la Segona Guerra Mundial, així com la majoria de les armes d'artilleria. Dels 1.437 vehicles blindats, més del 40% no estan llestos per al combat, mentre que el 2.670 (40%) dels vehicles de l'Exèrcit no estan operatius. Finalment, la quantitat de la reserva de municions només és del 15% del que és recomanable.